# NGC 6507
NGC 6507 ist ein offener Sternhaufen (Typdefinition „IV2p“) im Sternbild Schütze. Er wurde am 27. Juni 1786 von Wilhelm Herschel mit einem 18,7-Zoll-Spiegelteleskop entdeckt, der ihn dabei mit „a cluster of scattered small stars, 8′ diameter, not very rich“ beschrieb.